# صولجية فضية
صولجية فضية أو شجرة الفضة أو شجرة فضية الأوراق (الاسم العلمي: Leucadendron argenteum)، هي نوع مهددٌ من الأشجار يتواجد حول منطقة كيب تاون، وهي تعد الزهرة الوطنية في جنوب أفريقيا، يبلغ عرض الزهرة 30 سم. تنمو شجرة الفضة ذات الأزهار الشعاعية إلى ارتفاع يصل لثلاثة أمتار.
شجرة الفِضَّة هو اسم لمجموعة كبيرة من الشجيرات، والأشجار التي تنمو بصفة خاصة في جنوب إفريقيا. وأوراق شجرة الفضة دائمة الخضرة، ولها عناقيد أزهار كثيفة. كل عنقود محاط بأوراق زاهية الألوان تسمى القنّابة.
وتنتج شجرة الفضة جوزًا مغلفًا بشعيرات خشنة. تنمو بعض أنواع شجرة الفضة بالزراعة، وفي البلاد الباردة، تنمو هذه الشجيرات عادة في مستنبتات زجاجية، تنمو أحيانًا في أماكن خاصة خالية من الجليد.
وشجرة الفضة العملاقة أو ملكة شجرات الفضة، هي الزهرة الوطنية في جنوب إفريقيا. وكان قدامى المستوطنين الأوروبيين في جنوب إفريقيا يصنعون من عسل شجرة الفضة شراباً لمعالجة البرد. والرحيق الذي يجمعه النحل من هذه الأشجار ينتج عسلاً جيداً.